# Battaglia di Ezra Church
La battaglia di Ezra Church è stata combattuta il 28 luglio 1864 tra le forze dell'Unione e della Confederazione nell'ambito della campagna di Atlanta.
Le truppe di Hood tentarono di anticipare le forze dell'Unione ma il generale Howard aveva previsto la manovra, visto i trascorsi insieme dei due a West Point.
Nonostante le numerose perdite i confederati riuscirono a impedire che i nordisti raggiungessero le rotaie, obiettivo dei nordisti.